# Radio-omroep

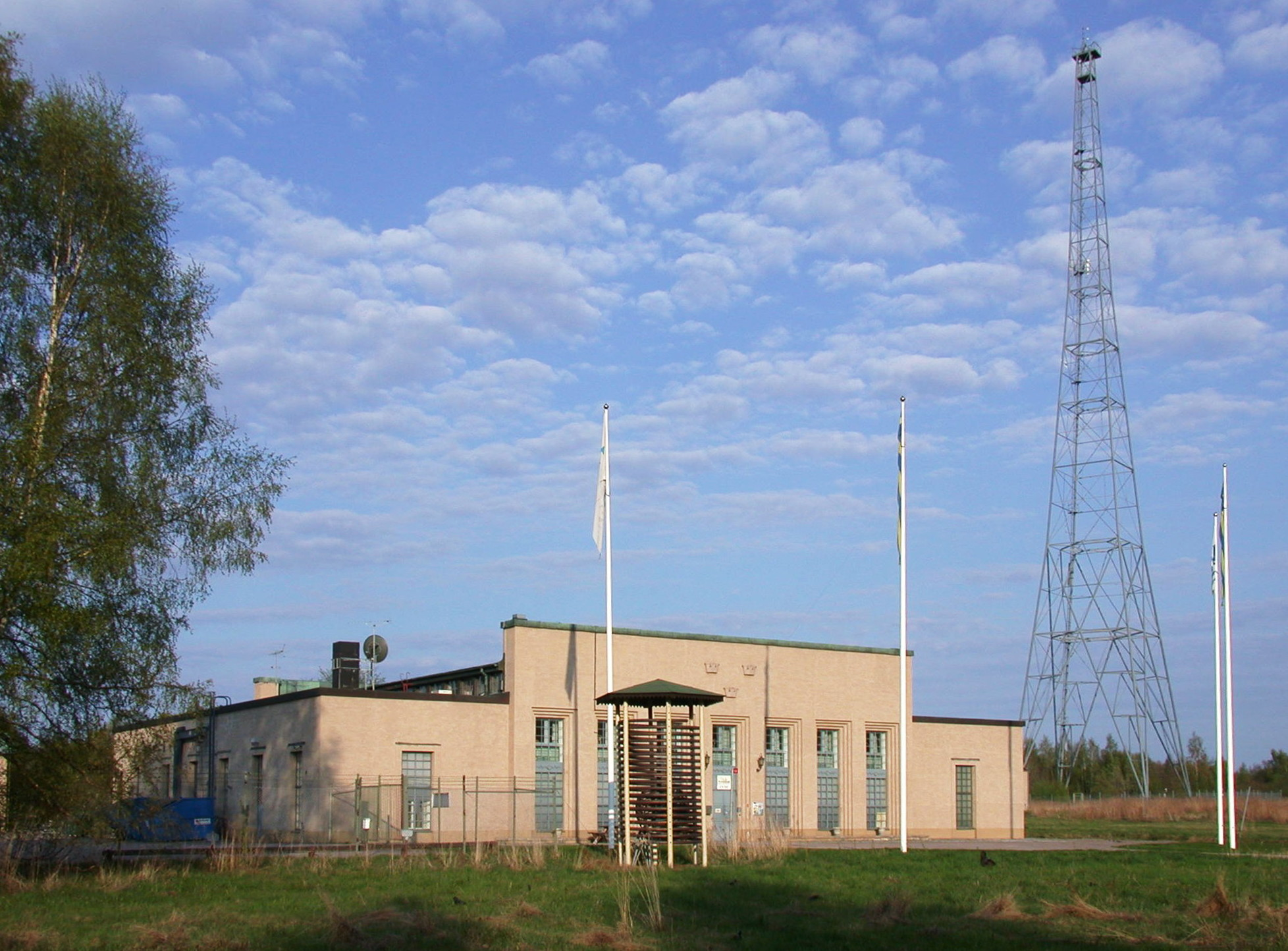
Een radiostation in Motala, Zweden

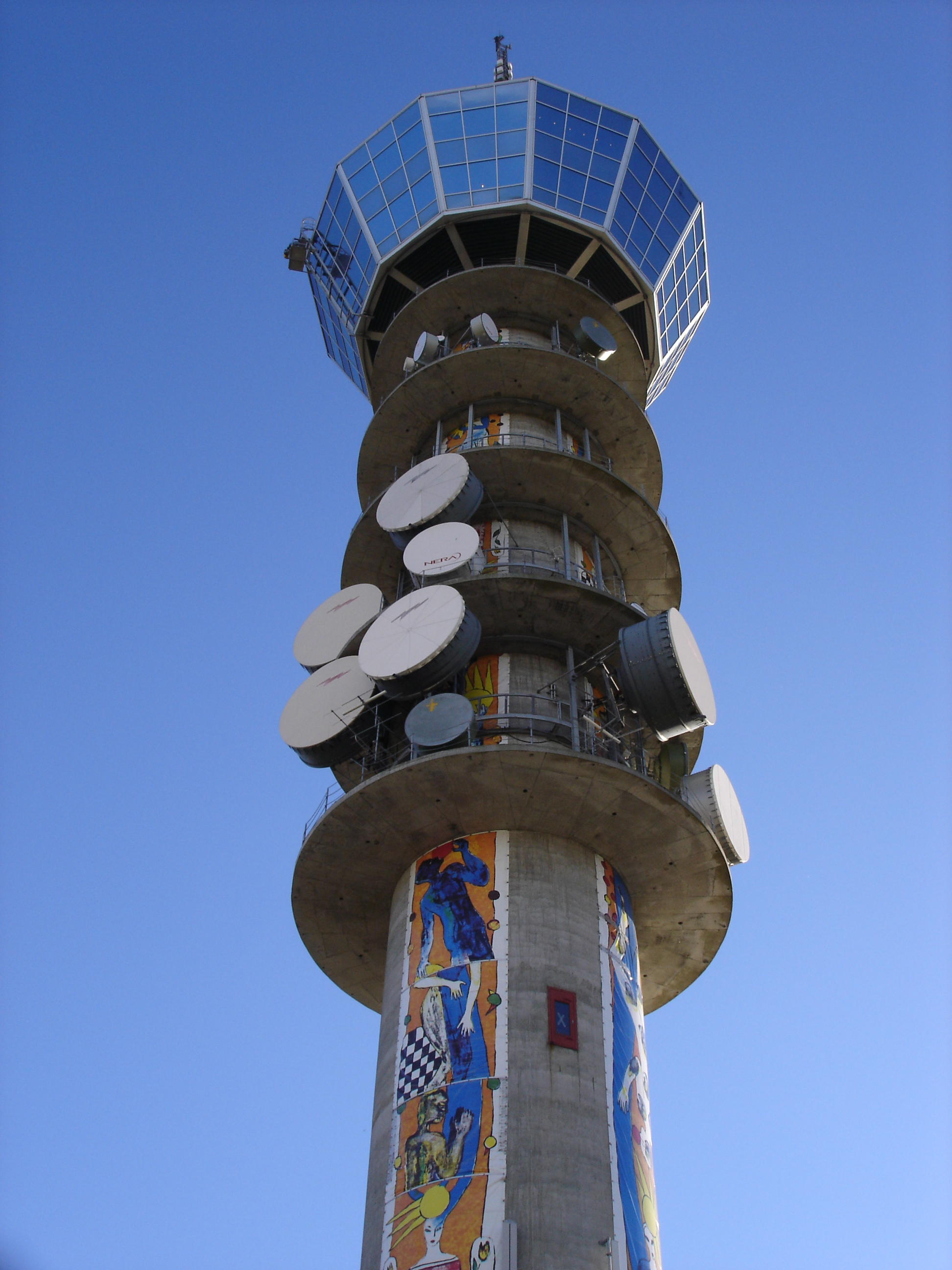
Een radiozendmast

Een radio-omroep of radiostation is een instelling die programma's maakt die per radio worden uitgezonden.
Radio is een communicatietechniek waarbij berichten worden verspreid via een radiozender; met tussenkomst van een draad of draadloos via de lucht. Deze berichten kunnen ontvangen worden met een ontvangststation. Het woord 'radio' is afgeleid van het Engelse woord radiotelegraphy, waarvan het eerste lid uit het Latijnse radius (straal) stamt. Anderen beweren echter dat het een samentrekking is van "Radiation And Detection In Order".
Via een radiozender kunnen gesproken boodschappen en muziek naar luisteraars worden uitgezonden. Om radio te mogen ontvangen betalen luisteraars in sommige gevallen een luistervergoeding aan de overheid, via het lidmaatschap van een radio-omroep  en/of indirect door het kopen van producten waarover reclame is gemaakt op de radio na betaling van de producent(en).

## Geschiedenis
De geschiedenis van de radio begon in 1831 met de ontdekking van de inductie. In 1882 vond draadloze telegrafie door inductie plaats. Vijf jaar later ontdekte Hertz dat de werking van elektrische vonken op afstand gebaseerd is op een verschijnsel in de ethergolf. In 1897 was er voor het eerst sprake van een radiostation. In november van dat jaar werd het eerste Marconi-station van Guglielmo Marconi bij Wight aan de Engelse kust, opgestart.
Het eerste radioprogramma in België ging op 28 maart 1914 de lucht in vanuit het Koninklijk Paleis te Laken. In Nederland werd het eerste radioprogramma uitgezonden op 6 november 1919 door Hanso Schotanus à Steringa Idzerda.
Er ontwikkelde zich in Nederland een heel bijzonder systeem van radio-omroep. In tegenstelling tot landen als de VS, waar al vroeg commerciële omroepen ontstonden, en landen als het Verenigd Koninkrijk, waar staatsradio ontstond, ontstond in Nederland een systeem met onafhankelijke omroepen, die samen de zenders deelden. Al snel waren er twee zenders. Op de ene zonden de religieuze KRO en NCRV uit, op de andere de "algemene" AVRO en de socialistische VARA. De zendtijd van de vrijzinnig-protestantse VPRO was verdeeld over beide zenders.

## Radio-omroepen

### Nederland
In 1914 brak de Eerste Wereldoorlog uit. De overheid verhoogde de post- en telegrafietarieven wegens de kosten die de oorlog voor Nederland veroorzaakte. Halverwege de oorlog werd de Nederlandse Vereniging voor Radio-telegrafie opgericht. In 1918 startten in Radio Kootwijk werkzaamheden om een zendstation in te richten. Een jaar later werd op Jaarbeurs Utrecht door onder meer elektronicabedrijf Philips een demonstratie gegeven van radio-telefonie. In 1919 gingen  de eerste radioprogramma's in de vorm van concerten via de draadloze zender van de Nederlandse Radio-Industrie van omroeppionier Hanso Idzerda in Den Haag van start.
Tijdens de Tweede Wereldoorlog werden de zenders overgenomen door de Duitse bezetters. De zender te Lopik op de 995 kHz werd gebruikt voor nazi-propaganda, gericht op Engeland. Na de bevrijding van Zuid-Nederland werd via een provisorische zender te Eindhoven uitgezonden. Na de oorlog was er een tijdje een gezamenlijke omroep onder de naam Radio Herrijzend Nederland. In 1946 hervatten de reguliere publieke omroepen weer hun programma's.
Na de oorlog ontstonden er regionale omroepen, vanaf de jaren tachtig was er een in elke provincie en in Zuid-Holland zelfs twee. Ook ontstonden er vanaf de jaren tachtig publieke lokale omroepen. Radio Nederland Wereldomroep zond uit naar de gebieden buiten Nederland, voornamelijk via de korte golf. Deze omroep is begonnen als de Philips Omroep Holland-Indië. De kerkzender Radio Bloemendaal werd opgericht in 1924 en bestaat nog steeds. Hoewel deze zender nooit onderdeel is geweest van het publieke omroepbestel werd haar vergunning steeds verlengd vanwege reeds bestaande rechten. Ook zijn er militaire radiostations in Zuid-Limburg voor de Amerikaanse, Canadese en Britse legerbases aldaar.
In de jaren zeventig ontstonden verschillende commerciële initiatieven. Omdat de jongeren door de publieke radio niet bediend zouden worden, zochten velen in die doelgroep hun heil bij buitenlandse stations die hun publiek wel met moderne muziek bedienen. Radio Télévision Luxemburg (RTL), dat in verschillende Europese talen programma’s uitzendt, werd al snel populair. Daarnaast probeerden op de middengolf zeezenders als Radio Veronica, Radio Noordzee Internationaal en Radio Caroline de wetten van regeringen te omzeilen met populaire programma’s volgens Amerikaans principe. Een van deze elementen was het horizontaal programmeren; iets wat in het verzuilde bestel van Hilversum nog niet aan de orde was. Ook de hitparade was een nieuw fenomeen uit de VS en werd in Nederland door Radio Veronica geïntroduceerd. Het fenomeen diskjockey ontstond. De radiopresentator werd een marktonderzoeker die weet wat er leeft onder zijn doelgroep. Veel jongeren stemden af op de nieuwe zenders. Op 11 oktober 1965 opende de publieke omroep de aanval met Hilversum 3 en de regering verbood per 31 augustus 1974 de zeezenders nog langer uit te zenden. Veronica trad als VOO in december 1975 toe tot het Hilversumse pubieke omroep bestel. Andere zenders probeerden in de daaropvolgende jaren via omwegen radio te maken.
Een bijzondere categorie radiostations vormden de zeezenders. Deze opereerden van 1960 tot eind jaren tachtig. Afgemeerd in de internationale wateren en onder buitenlandse vlag vielen deze stations niet onder de Nederlandse wet. Bekende zeezenders waren onder andere: Radio Veronica, Radio Caroline, Radio Noordzee Internationaal, Radio London, Radio 227, Radio Mi Amigo en Radio Monique. Ook een andere buitenlandse commerciële zender, Radio Luxembourg, had een Nederlandstalig programma.
Eind jaren tachtig gingen de als buitenlandse zenders vermomde stations Sky Radio, Cable One en Radio 10 Gold van start. Cable One moest zijn uitzendingen na de start in het najaar van 1989 reeds na een aantal maanden staken, terwijl Radio 10 Gold (via een Italiaanse zender) en Sky Radio (als Britse zender) hun uitzendingen mochten voortzetten. Eind 1992 werd het maken van commerciële radio legaal, voornamelijk door toedoen van Karl Hammer Kaatee, een voormalige diskjockey van Cable One. Hij ontdekte dat het zogenaamde 'dubbelbeleg' - waarbij de publieke radiozenders op meerdere frequenties, zowel op de FM- als op de AM-band, uitzenden - verboden was volgens het Europese recht. Verschillende frequenties moesten beschikbaar komen aan private zenders. Hammers eigen Nationale Verkeerszender Radio RPM (een truckersstation voor de AM) werd nooit gerealiseerd, maar initiatieven van anderen lukten wel. Oud Hilversum 3 en Radio 3 diskjockeys van het publieke Veronica begonnen per 11 december 1992 Radio 538. Veronica zelf werd per 1 september 1995 een commerciële omroep. Radio Noordzee kwam terug in de ether en Nederland kreeg met Veronica Nieuwsradio de eerste commerciële nieuwszender, vanaf 2004 onder de  naam BNR Nieuwsradio. Begin jaren negentig kreeg een aantal commerciële stations een FM-frequentie toegewezen.
Er kwamen verschillende doelgroepzenders voor liefhebbers van bijvoorbeeld country, jazz, gouwe ouwen, klassieke muziek en het Nederlandstalige lied. Deze scheiding was aan het begin van de 21e eeuw minder duidelijk. De meeste stations kozen omwille van concurrentie een vergelijkbaar repertoire. Na een radioveiling, waarover vele jaren werd onderhandeld, vond in het kader van de operatie Zerobase een herverdeling van de radiofrequenties plaats. Hoge bedragen werden betaald voor een plekje in de ether. In 2006 bepaalde de rechter via een kort geding dat veel van die radiostations een deel van het geïnvesteerde geld (miljoenen) van de overheid terug moesten krijgen, omdat het resultaat van de frequentieverdeling niet datgene bracht waarvoor de radiozenders betaalden.

### België
In het Belgische radiolandschap zijn er de openbare omroepen met de VRT voor Vlaanderen, de RTBF voor Wallonië en de BRF voor de Duitstalige Gemeenschap. Op het vlak van commerciële radiostations heeft België een achterstand ten opzichte van bijvoorbeeld Nederland. Gedurende de jaren negentig waren Radio Contact, C-Dance, TOPradio, Bel RTL en NRJ populair. Het ging om een groot aantal lokale radiostations die in één stad of gemeente het grootste deel van de dag een landelijk signaal uitzonden. Sinds 2002 zijn in Vlaanderen twee landelijke commerciële radiostations actief: 4FM (vanaf 2009: Joe) en Qmusic, beide van DPG Media. Later is een derde commerciële omroep (Nostalgie) toegevoegd die ontstaan is uit de 5 verschillende, sinds 2005 toegestane, provinciale radiozenders. De meeste lokale radio's zijn intussen verenigd in ketenradio's als ClubFM, TOPradio, FamilyRadio of Radio Maria.